# Provincia de Borneo Oriental
Borneo Oriental (en indonesio: Kalimantan Timur, abreviado a menudo como Kaltim) es la segunda provincia más grande de Indonesia. Ocupa el sector oriental de Kalimantan en la isla de Borneo y las Derawan. Kalimantan Oriental es una provincia rica en recursos naturales y tiene dos ciudades importantes: Samarinda -capital y centro regional maderero- y Balikpapan, una ciudad petrolera con una refinería propia. 
La población es una mezcla de pueblos procedentes principalmente del archipiélago indonesio, como javaneses, bugis, banjareses; otras etnias de fuera de Indonesia, como los chinos, malayos y pequeños grupos de etnia tausug procedentes de la cercana Joló.
Estos grupos inmigrantes se mezclaron con los dayak y los kutai, grupos étnicos indígenas que viven en zonas rurales.